# Mauves
Mauves – miejscowość i gmina we Francji, w regionie Owernia-Rodan-Alpy, w departamencie Ardèche.
Według danych na rok 1990 gminę zamieszkiwało 1027 osób, a gęstość zaludnienia wynosiła 146 osób/km² (wśród 2880 gmin regionu Rodan-Alpy Mauves plasuje się na 762. miejscu pod względem liczby ludności, natomiast pod względem powierzchni na miejscu 1355.).